# بورنسبری
بورنسبری (به سوئدی: Borensberg) یک منطقهٔ مسکونی در سوئد است که در بخش موتالا واقع شده‌است. بورنسبری ۲٫۴۰ کیلومتر مربع مساحت و ۲٬۸۸۶ نفر جمعیت دارد.